# 梅利哈
梅利哈（馬爾他語發音：[ɪl mɛˈlːɪːħɐ]），是馬耳他的市镇，位於馬爾他島西北端。市镇面積为22.6平方公里，2019年人口数量为11,389人。主要經濟活動有旅遊業。

## 外部連結
- 官方网站  （马耳他文） （英文）
- Mellieha Sports Club （页面存档备份，存于） （英文）
- Imperial Band Club （页面存档备份，存于） （英文）
- Mellieħa.com - Commercial & Information site （页面存档备份，存于） （英文）